# Wasserburg Seligenstadt

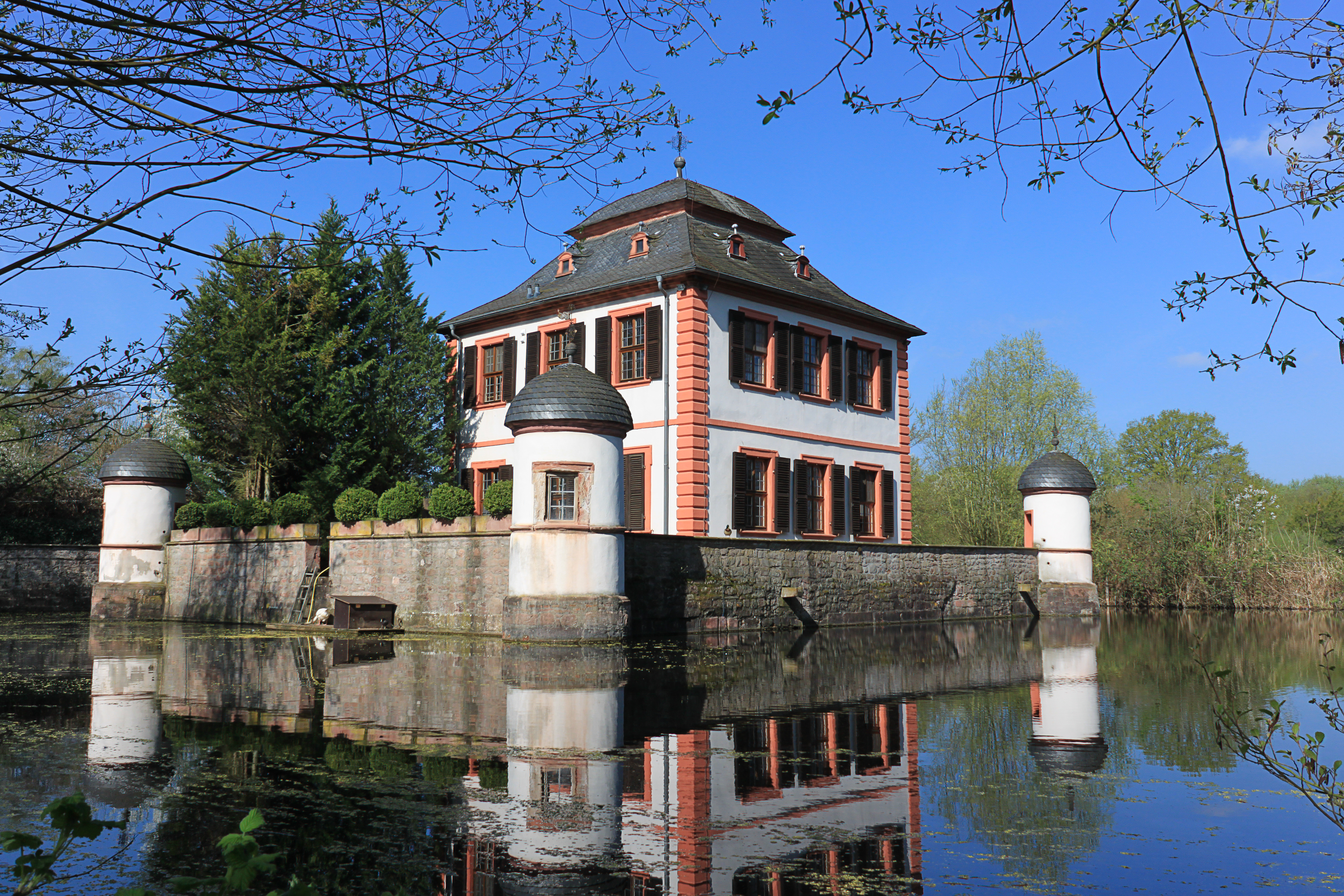
Außenansicht 2011

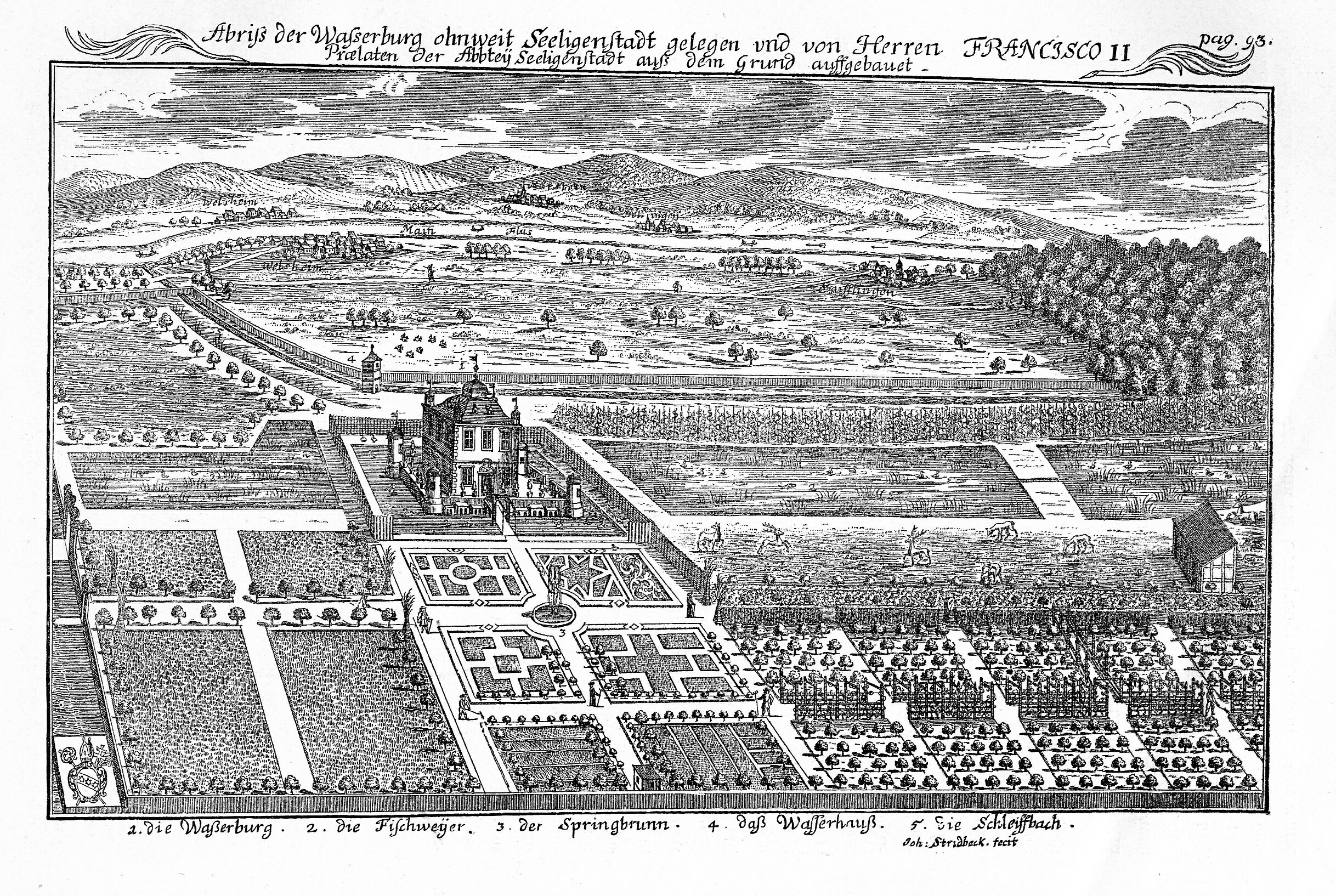
Ansicht des Lustgartens mit Wasserburg, Anfang des 18. Jahrhunderts

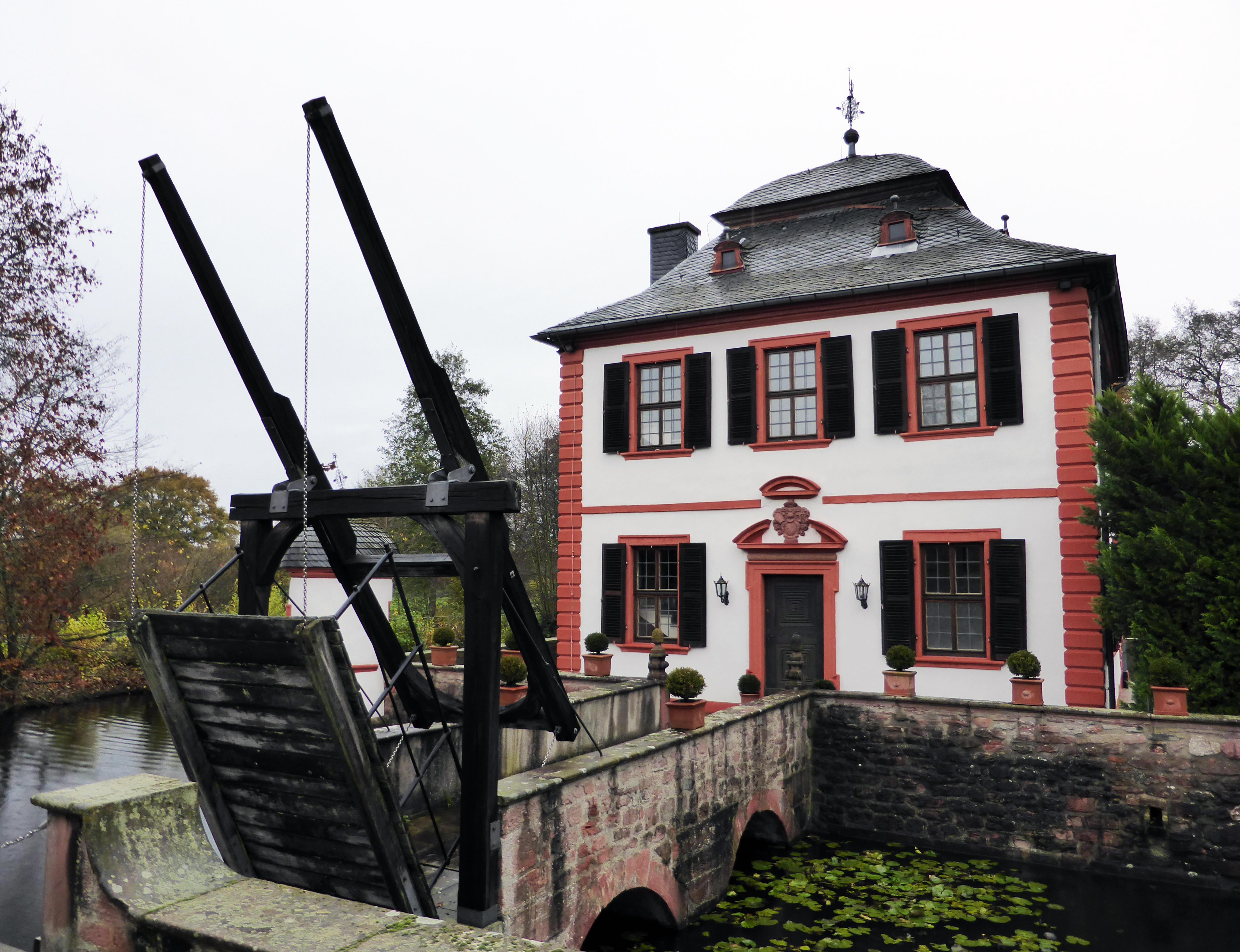
Frontansicht mit Zugbrücke

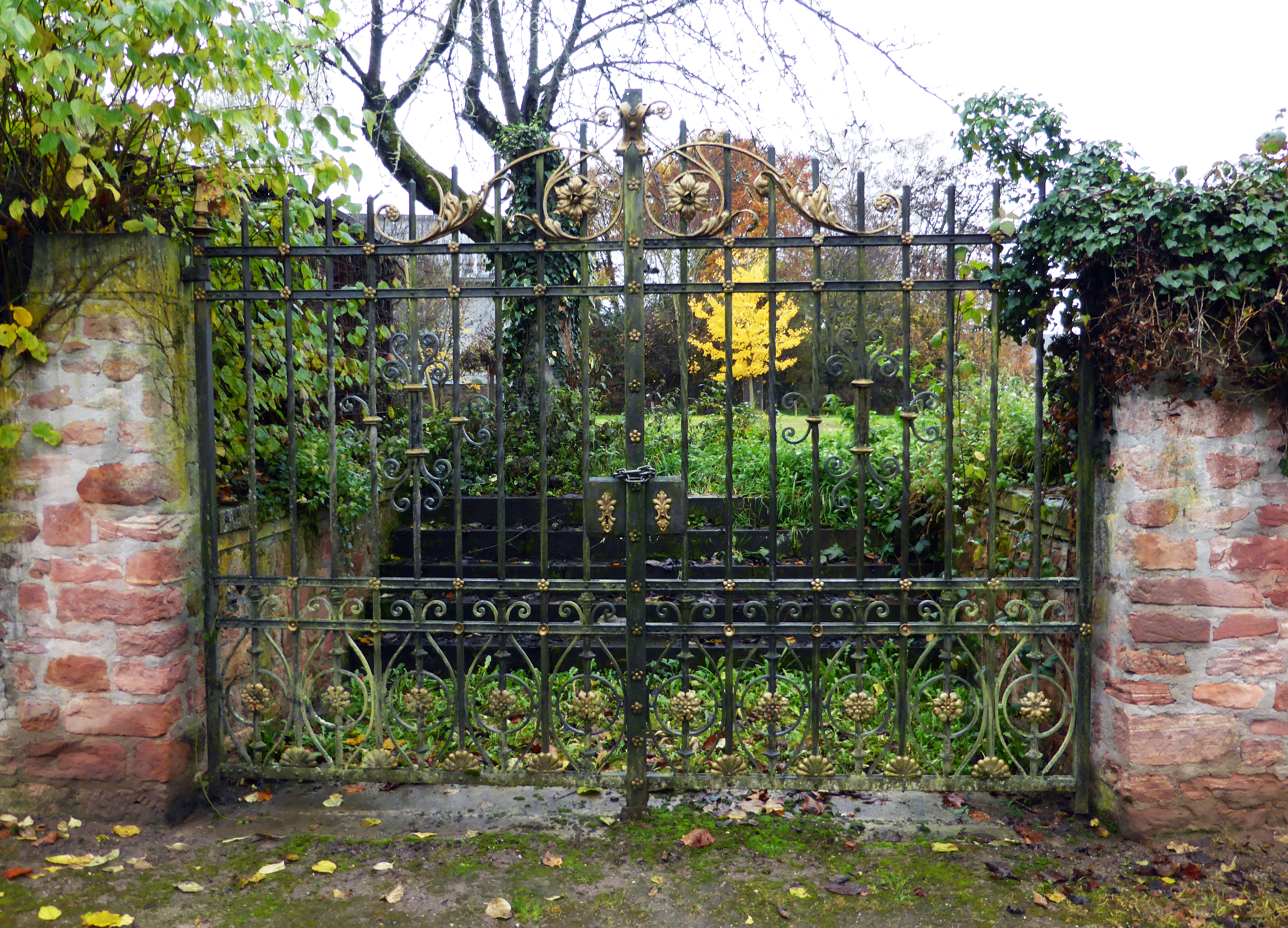
Tor der ehemaligen Gartenanlage

Die Wasserburg Seligenstadt ist ein Lustschloss bei Klein-Welzheim, einem Stadtteil von Seligenstadt im Landkreis Offenbach in Hessen.

## Geschichte
Das Schloss liegt am südöstlichen Ortsrand Seligenstadts unweit des Mains, westlich Klein-Welzheims. Es entstand an Stelle einer älteren Wasserburg, die 1453 in einer Urkunde als wasserhauß, die Geisennburgk genant bezeichnet wird. Das Alter der Vorgängerburg kann nicht genau angegeben werden. Möglicherweise ist sie identisch mit einem 1266 urkundlich erwähnten castrum, das nach dem Bau der Pfalz Seligenstadt aufgegeben wurde. Der Wassergraben der Anlage soll noch auf die ältere Burganlage zurückgehen. Ein weiteres Bauwerk am gleichen Ort soll im Dreißigjährigen Krieg zerstört worden sein.
Der Seligenstädter Abt Franziskus II. Blöchinger ließ das heutige Wasserschloss in seiner Amtszeit (1695–1715), wohl um 1700 oder 1705 errichten. Es diente als Gartenhaus für die frühneuzeitlich-höfische Festkultur im Garten der Seligenstädter Äbte. Bereits ein Jahrhundert später kam die Wasserburg durch die Säkularisation in Landesbesitz. Seit 1972 befindet sie sich in Privatbesitz und wurde denkmalgerecht restauriert. Die Wasserburg ist Ausgangspunkt des Kulturradwegs „Kurmainzer Herz“ des Regionalpark Rhein-Main.

## Anlage
Obwohl die Anlage dem Typus einer spätmittelalterlichen Burg mit Graben, Zugbrücke und vier kleinen Ecktürmen folgt, werden Anspielungen auf die zur Zeit der Erbauung übliche Festungsarchitektur vermieden. Das zweigeschossige Wohnhaus weist allerdings auch keine für Lustschlösser dieser Zeit übliche Fassadengestaltung auf. Am Gebäude fehlen heute kleine Erkertürmchen, die es im ursprünglichen Zustand wohl besessen hat. Über dem Eingang befindet sich die Inschrift Dies Haus steht in Gottes Hand/ zur Wasserburg ist es genannt.
Die Wasserburg war weiterhin von einer großzügigen, barocken Gartenanlage umgeben, die heute verschwunden ist.